# عباس عياد
عباس سعيد علي منصور عياد (ولد في 11 مايو 1987 في المنامة، البحرين) لاعب كرة قدم دولي بحريني يجيد اللعب في مركز الظهير الأيمن. يلعب حاليا لصالح عالي الذي ينافس في الدوري البحريني الممتاز منذ 2024.

## الإنجازات

### الأهلي
- الدرجة الأولى (1): 2010
- كأس الاتحاد البحريني (1): 2007

### المحرق
- الدرجة الأولى (1): 2015
- كأس ملك البحرين (2): 2013، 2016